# Marcial del Adalid
Marcial del Adalid (La Corunya, 24 d'agost de 1826 – Lóngora, Oleiros, 16 d'octubre de 1881) fou un compositor de música gallec.
Començà els estudis musicals a la seva ciutat natal, i d'allà passà a Londres on estudià sota la direcció del mestre Moscheles, i en retornà a Espanya compongué una òpera titulada Inese e Bianca, que no assolí veure representada ni a París ni a Madrid.
La seva música participa en un temps del caràcter que imprimeixen les bromes angleses i del brillant sol d'Espanya, segons diu un dels seus biògrafs. És autor de tres sèries de Cantares nuevos y viejos de Galícia, titulats A mi Maria, inspirats en la música popular d'aquell país, que li van fer conquerir envejable reputació, i compongué a més, diverses obres, que li donaren fama de músic intel·ligent.